# Présidence française du Conseil de la Communauté économique européenne en 1959
 (juin 2018).
Si vous disposez d'ouvrages ou d'articles de référence ou si vous connaissez des sites web de qualité traitant du thème abordé ici, merci de compléter l'article en donnant les références utiles à sa vérifiabilité et en les liant à la section « Notes et références ».
La présidence française du Conseil de la Communauté économique européenne (CEE) en 1959 est la troisième présidence du Conseil de la Communauté économique européenne de l’histoire de l’Union européenne et la première de la France.
Elle est précédée par la présidence allemande de la seconde partie de 1958 et suivie par la présidence italienne à partir du 1er juillet 1959.

## Sources

## Compléments